# Registracijske oznake za cestovna vozila u Republici Vanuatu
Standardna registarska oznaka za vozila u Republici Vanuatu je crna podloga koja se sastoji od četiri bijela broja te jedne bijele palme s obje strane brojevnog dijela. U obrubu tablice, na dnu, stoji natpis „Republic of Vanuatu” (hrv. „Republika Vanuatu”) bijelim slovima.
Tablice se razlikuju ovisno o namjeni auta, stoga rent a car mora sadržavati dodatno slovo H na zelenoj pozadini, taksi crveno slovo T, a vozila javnog prijevoza crveno slovo B. Motocikli oznaku moraju imati samo odozada.
Registracija kod diplomatskih vozila je ponešto drugačija, odnosno podloga je zelena, a slova i brojke su crvene. Nakon kratice CN dolazi kratica zemlje porijekla (npr. NZ = Novi Zeland, CHN = Kina ili HR = Hrvatska).
Sve navedene pločice su napravljene od metala.

## Vanjske poveznice
- Registracijske tablice Vanuatua (engleski)